# 黑櫛鯧
黑櫛鯧為輻鰭魚綱鱸形目鯧亞目長鯧科櫛鯧屬的其中一種，該物種分布於東南大西洋區，從納米比亞至南非西部海域，棲息在中層水域，生活習性不明。